# Bezdisková stanice

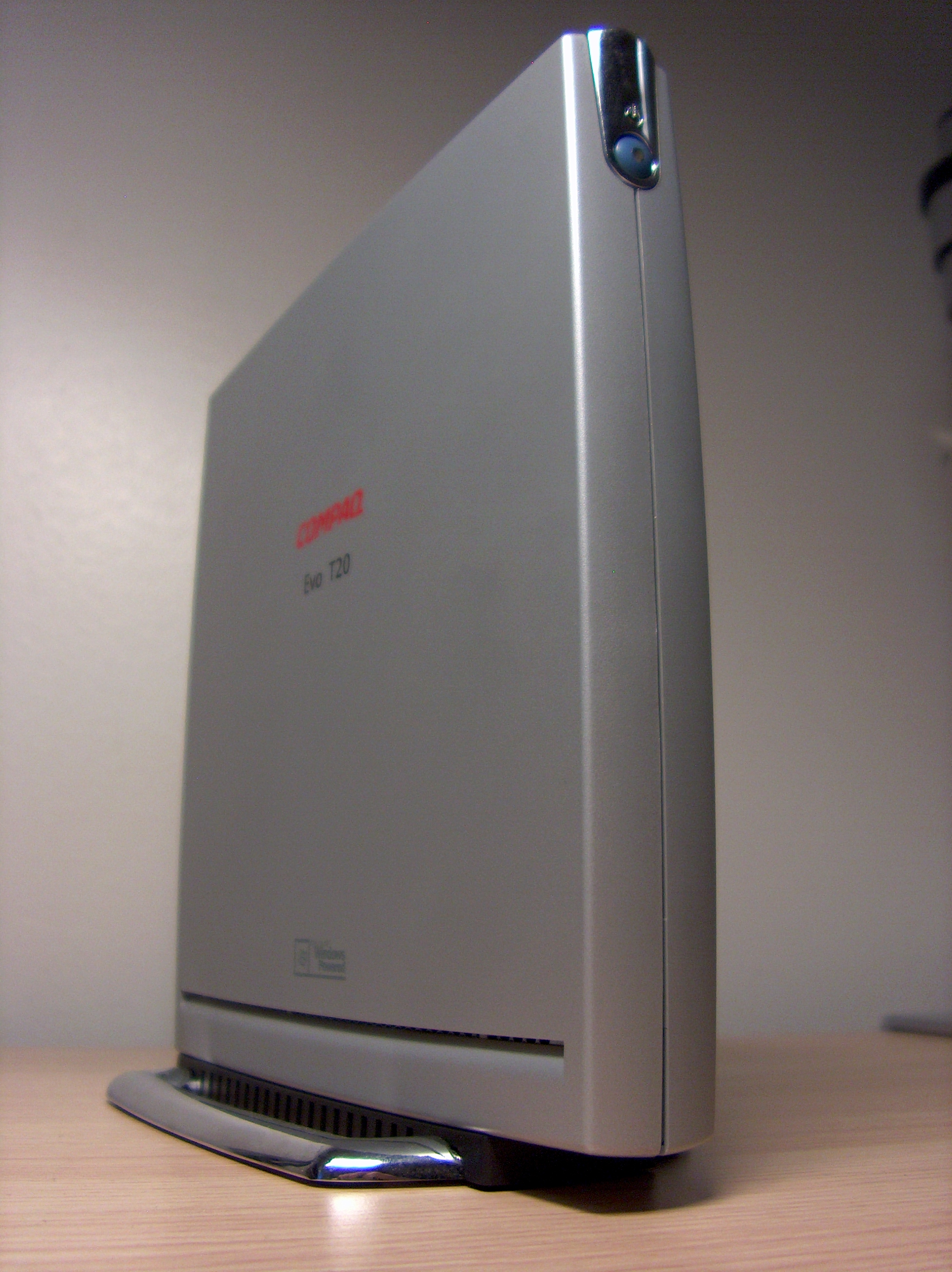
Bezdisková stanice Compaq EVO T20

Bezdisková stanice nebo bezdiskový uzel je pracovní stanice nebo osobní počítač bez diskové mechaniky, která pro nahrání operačního systému ze serveru používá síťový start.
Bezdiskové uzly (nebo počítače, které plní jejich roli) jsou někdy označovány jako síťové počítače nebo jako hybridní klienty. Hybridní klient může buď označovat jen bezdiskový uzel, nebo může být použit v konkrétním smyslu znamenat bezdiskový uzel, který spouští některé, ale ne všechny, aplikace na dálku, jako například u výpočetní architektury tenkých klientů.
Mezi výhody bezdiskových uzlů patří nižší výrobní a provozní náklady, tišší provoz a možnosti úspory při správě (např. u centrálně spravovaných softwarových instalací).
V mnoha univerzitách a v některých velkých organizacích se PC používají v podobné konfiguraci, a některé nebo všechny aplikace jsou uloženy centrálně, ale provádějí se lokálně – opět, pro usnadnění správy. Takové stroje ale nejsou považovány za bezdiskové uzly, pokud startují systém z vlastního pevného disku.

## Úvod
Při navrhování počítačového systému musíme řešit otázky zpracování a ukládání dat, softwaru a uživatelského rozhraní. Se spolehlivou vysokorychlostní sítí můžeme změnit umístění těchto funkcí. Gigabitová síť je rychlejší než sběrnice PCI a mnoho pevných disků, takže každá funkce může být umístěna jinde. Výsledná volba závisí na nákladech na provoz, na spolehlivosti, výkonu a použitelnosti systému. Bezdiskové stanice jsou úzce spojeny s uživatelským rozhraním.
Na bezdiskových stanicích je nainstalován pouze software uživatelského rozhraní, některé často používané aplikace a síťový operační systém.
Protože se na bezdiskové stanice nekladou vysoké nároky, mohou mít menší velikost, energetickou náročnost i cenu nákupu a provozu. Všechny aplikace a služby se spouštějí na serveru nebo clusteru serverů a zároveň slouží i pro ukládání dat. Vytížením několika serverů a odlehčením mnoha klientů dosáhneme zjednodušení správy systému, snížení nákladů a lépe využijeme výhod sítě: centralizovaného ukládání dat/zálohy dat a snadnější zabezpečení.
Vzhledem k relativní pasivitě systému a jeho snadné údržbě se systém snadněji instaluje a obsluhuje. Vzhledem k rostoucím nákladům na hardware, lidskou práci, nákup energie a likvidaci odpadů se bezdiskové stanice stávají výhodnějšími. Z pohledu uživatele se při používání myši, klávesnice a monitoru téměř nic nemění oproti tlustým klientům.
Jeden PC obvykle může napájet pět a více bezdiskových stanic. Mnohem silnější PC nebo server podporuje až 100 klientů najednou, vysoce výkonné servery podporují až 700 klientů. Do bezdiskových stanic investují často školy a podniky, které chtějí maximalizovat počet pracovních míst, jež si mohou ze svého rozpočtu dovolit.

## Historie
Bezdiskové stanice byly dříve nazývány „grafické terminály“, protože se vyvinuly z „textových terminálů“, které byly před nimi (textové terminály jsou v podstatě bezdiskové stanice, ale neříká se jim tak, protože pocházejí z jiné výpočetní doby).
Po Windows NT 3.51, přišla firma Citrix System za Microsoftem s nápadem vytvořit víceuživatelskou verzi Windows podobnou Linuxu. Microsoft souhlasil a poskytl zdrojový kód Windows NT 3.51, ze kterého Citrix vytvořil WinFrame, který umožňoval práci více uživatelů na jednom serveru. Microsoft později začlenil technologii od Citrix do speciální verze Windows NT 4.0 (známé jako NT 4.0 TSE, Terminal Server Edition) a do následujících verzí síťových operačních systémů.

## Příklady použití bezdiskových a diskových stanic
Projekty používající distribuované výpočty, jako je například projekt SETI@home (jehož jediným úkolem je přenést náročný výpočet na více vzdálených počítačů), jsou aplikace vyžadující diskové stanice. Bezdiskové stanice se mohou použít například ve školách, kde je potřeba aby velké množství studentů ve třídě pracovalo na stejném softwaru stejným způsobem. Některé společnosti nyní prodávají laptopy, které mohou přistupovat k vnitřním zdrojům pomocí virtuální privátní sítě, takže spojení klienta a serveru prochází zakódovaným tunelem. To umožňuje mobilním pracovníkům připojovat se k citlivým datům s nižším rizikem ohrožení nebo odcizení dat, protože stanice nemá žádné vlastní úložné zařízení.

## Průmyslové použití bezdiskových stanic
Od roku 2006 vzrůstá zájem o použití bezdiskových stanic v rizikových prostředích jako je průzkum ropy a zemního plynu, ve vojenství a v průmyslových oblastech Zóny 1, kde mohou být průmyslové počítače moc drahé. Bezdiskové stanice se snadněji zabezpečují proti nepříznivému prostředí a někdy mohou vydržet větší teplotní rozdíly a vibrace, díky zjednodušeným komponentám a nepřítomností pohyblivých částí jako jsou pevné disky a
větráky.
Bezdiskové stanice obvykle používají vestavěné operační systémy jako Linux, Windows CE.net nebo Windows XP Embedded Ethernet. Průmysloví klienti typicky upřednostňují operační systémy které je snadné propojit s vestavěným firmware. Pro komunikaci bezdiskových stanic a monitorovaných či ovládaných zařízení je preferován Ethernet.
Některé bezdiskové stanice jsou úzce spjaty se specializovaným ovládacím softwarem, který vylepšuje možnosti síťových operačních systémů. Tato vylepšení zahrnují zálohování serveru, redundantní Ethernet, více relací u jednoho klienta a automatické nastavení klienta.

## Výhody bezdiskových stanic
- Nižší náklady na správu. Bezdiskové stanice jsou téměř úplně spravovány serverem. Hardware je méně náchylný na poškození a klient je jednodušší (často bez trvalého úložiště dat), což ho chrání před malware.

- Jednodušší zabezpečení. bezdiskové stanice mohou být navrženy tak, že na klientovi nebudou uchovány data žádné aplikace (jsou je zobrazeny), čímž se centralizuje ochrana proti malware a snižuje se šance na fyzické odcizení dat.

- Vylepšená bezpečnost dat. Při vážném poškození bezdiskové stanice nemůže dojít ke ztrátě dat, protože ty jsou umístěn na serveru.

- Nižší cena hardwaru. Neobsahují pevný disk ani výkonný procesor a obsahují méně pohyblivých částí. Prodlužuje se doba po kterou nemusíme vylepšovat hardware, namísto toho vylepšujeme pouze síť a server. Mnoho diskových stanic se vyměňuje po třech letech aby se předešlo poškození hardwaru a zastarání softwaru, zatímco bezdiskové stanice mohou spolehlivě pracovat i deset let. Celkové nároky na hardware jsou obvykle mnohem nižší v porovnání se systémy diskových stanic, hlavně díky lepšímu využití hardwaru. Pokud více klientů používá jednu aplikaci, stačí aby byla jednou nahrána do RAM v serveru (pokud to aplikace podporuje). U diskových stanic musí mít každá svou vlastní kopii programu v paměti.

- Menší spotřeba energie. Typická bezdisková stanice má nižší spotřebu energie, což nejen že snižuje náklady na energii, ale také v některých případech není nutné vylepšovat chladicí systém nebo nemusí být chlazení vůbec potřeba. Na druhou stranu jsou kladeny vyšší nároky na servery a síť.

- Nižší hluk. Dříve zmíněné odstranění větráků snižuje množství hluku a vytváří příjemnější pracovní prostředí.

- Jednodušší oprava hardwaru. Pokud se bezdisková stanice porouchá, lze ji jednoduše nahradit jinou a poškozenou opravit. Uživatel může pokračovat v práci protože jeho data nejsou uložena v klientovi.

- Použitelnost v nepříznivém prostředí. Většina bezdiskových stanic nemá žádné pohyblivé části, takže mohou být použity v prašném prostředí, kde by se za normálních okolností mohl zanést větráček a tím by došlo k přehřátí a spálení PC.

- Nižší šířka pásma sítě. Po síti se přenáší pouze pohyb myši, stisk kláves a aktualizace zobrazovaných informací, přes protokoly ICA nebo NX.

- Efektivnější využití výpočetních zdrojů.

- Jednodušší vylepšování hardwaru. Pokud je nutné zvednout výkon, stačí vylepšit server nebo pořídit nový, který může fungovat spolu se starým, zatímco u diskových stanic je nutné starou jednotku nahradit novou, což může zpomalit uživatele a navíc je nutné odstranit starou jednotku.

## Výhody diskových stanic
- Nižší nároky na server. Většina výpočtů se provádí na diskové stanici.

- Vyšší multimediální výkon. Jsou výhodnější u multimediálních aplikací a her než bezdiskové stanice, kde by tyto aplikace vyžadovaly příliš velkou šířku pásma sítě.

- Větší flexibilita. Software pro některé operační systémy (např. Microsoft Windows) jsou vytvořené pro osobní počítače s jejich lokálními zdroji. Spuštění těchto aplikací na bezdiskových stanicích může být náročné nebo i nemožné.

- Lepší podpora periférií. Bezdiskové stanice jsou obvykle velmi malé, bez možnosti interního rozšíření a omezeného externího rozšíření.

- Použitelnost i s horším síťovým připojením. Bezdiskové stanice jsou při použití pomalého síťového připojení velmi pomalé a bez síťového připojení nepracují vůbec.